# MTN

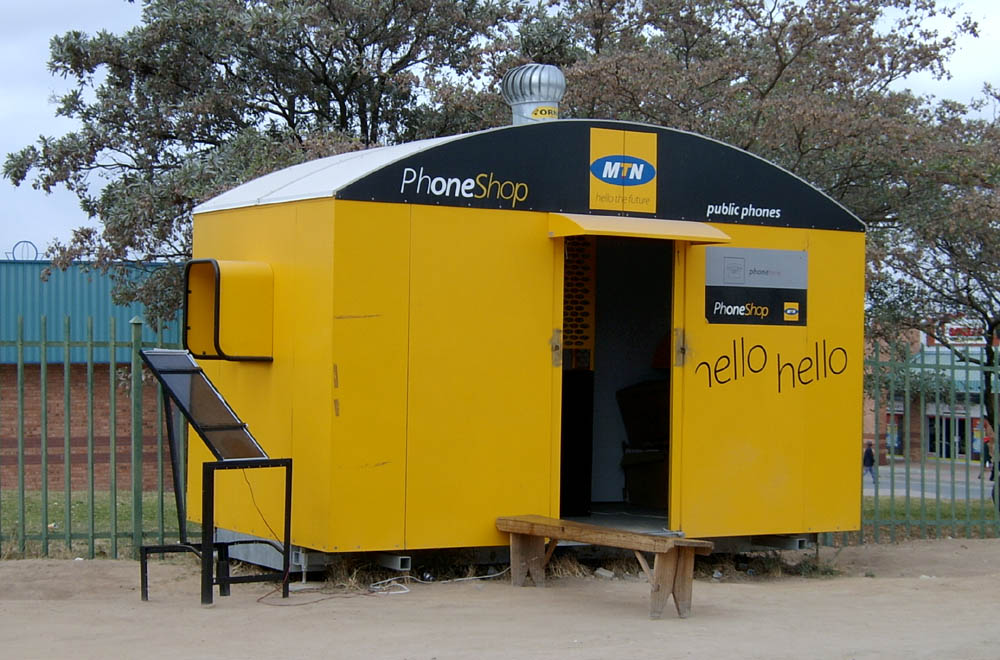
Mobiele MTN-winkel in Zuid-Afrika

MTN Group is een multinationale gsm-operator met hoofdkantoor in Zuid-Afrika. MTN opereert in Afrika en het Midden-Oosten; zo was het bedrijf in 2007 actief in:
- Afghanistan (Investcom),
- Benin (Investcom),
- Botswana (Botswana Mascom),
- Congo (MTN Congo SA),
- Ivoorkust (MTN Cote d'Ivoire),
- Cyprus (MTN Cyprus),
- Ghana (Investcom, MTN Ghana),
- Equatoriaal-Guinea en Guinee-Bissau (Investcom),
- Iran (MTN Irancell),
- Kameroen (MTN Cameroon),
- Liberia (Lonestar Cell),
- Nigeria (MTN Nigeria),
- Rwanda (MTN Rwanda),
- Soedan (Investcom),
- Swaziland (MTN Swaziland),
- Syrië (Investcom),
- Oeganda (MTN Uganda),
- Jemen (Investcom, Spacetel),
- Zambia (MTN Zambia),
- Zuid-Afrika (MTN South Africa),
- Zuid-Soedan (Investcom, sinds de onafhankelijkheid in 2011).

MTN heeft samen met Swisscom en Belgacom een aandeel in Belgacom International Carrier Services (resp. 20%, 22,4% en 57,6%).
Het bedrijf sponsort de Afrikaanse CAF Champions League en tot en met 2015 de Afrikaanse wielerploeg MTN-Qhubeka.